# IK Sävehof (handbal feminin)
IK Sävehof (handbal feminin), nume complet Idrottsklubben Sävehof (damer), este secția feminină a clubului suedez de handbal IK Sävehof din Partille.

## Istoric
Clubul de handbal IK Sävehof a fost fondat pe 20 august 1950, fiind alcătuit dintr-o secție masculină și una feminină. Primul succes pentru echipa feminină a venit abia în 1983, când a câștigat Campionatul Suediei, Elitserien i handboll för damer. De atunci, IK Sävehof a obținut opt titluri naționale până în sezonul 2012/13.
Într-un clasament general al performanțelor echipelor de handbal feminin suedeze de la înființarea Campionatului Suediei, secția feminină a IK Sävehof ocupă locul întâi.
IK Sävehof este susținută de suporterii suedezi intitulați Kamikazes.

## Cupele europene
Echipa a participat în Liga Campionilor EHF în sezoanele 2007/2008, 2010/2011 și 2011/2012, dar nu a depășit faza grupelor.

## Palmares
- Campionatul Suediei:
  - Câștigătoare: 1993, 2000, 2006, 2007, 2009, 2010, 2011, 2012, 2013, 2014, 2015, 2016, 2018

## Lotul de jucătoare

### Echipa actuală
Echipa pentru sezonul 2021-2022'  
| Portari - 01 Sofie Börjesson - 16 Wilma Kroon-Andersson Extreme Extreme dreapta - 02 Ida Rahunen Sembe - 05 Mathilda Lundström - 25 Anne Tolstrup Petersen Extreme stânga - 03 Stella Huselius - 06 Trine Mortensen - 23 Linn Andersson Pivoți - 15 Linn Johansson - 20 Thea Blomst - 55 Tamara Haggerty | Linia de 9 metri Interi stânga - 07 Elin Liljeros Heikka - 08 Jamina Roberts - 18 Laura Cecilie Jensen - 21 Maja Appelgren Centri - 11 Ellenor Nilsson Åström - 29 Frida Rosell - 39 Angelica Wallén Interi dreapta - 09 Nina Koppang |

### Transferuri
Transferuri pentru sezonul 2022-23
| Sosiri - Jesper Östlund (antrenor principal) - Johanna Bundsen (portar) (de la København Håndbold) - Olivia Mellegård (extremă stânga) (de la København Håndbold) - Carmen Martín (extremă dreapta) (de la CSM București) - Johanna Forsberg (pivot) (de la Nykøbing Falster Håndboldklub) | Plecări - Rasmus Overby (Antrenor principal) - Trine Mortensen (extremă stânga) (la Herning-Ikast Håndbold) - Jamina Roberts (inter stânga) (la Vipers Kristiansand) |

## Staff tehnic
| Nume              | Naționalitate | Ocupație            |
| ----------------- | ------------- | ------------------- |
| Henrik Signell    | Suedia        | Antrenor principal  |
| Pär Jilsén        | Suedia        | Antrenor secund     |
| Jesper Andersson  | Suedia        | Antrenor de portari |
| Kurt Andersson    | Suedia        | Medic               |
| Elvir Raković     | Suedia        | Fizioterapeut       |
| Christer Karlsson | Suedia        | Manager tehnic      |

## Foste jucătoare notabile
- Johanna Ahlm
- Cecilia Grubbström
- Isabelle Gulldén
- Jessica Helleberg
- Frida Toveby
- Tina Flognman
- Gabriella Kain
- Annika Wiel Fredén
- Teresa Utkovic